# John Cairncross
John Cairncross (ur. 25 lipca 1913, Lesmahagow, Wielka Brytania, zm. 8 października 1995) – brytyjski naukowiec, agent sowieckiego wywiadu INO NKWD (później KGB) o pseud. „Moliere”, zwerbowany podczas studiów w Trinity College na Uniwersytecie Cambridge w 1935 roku. Jeden z członków siatki szpiegowskiej Cambridge (tzw. piątki z Cambridge).
Zwerbowany przez Guya Burgessa pod legendą agenta Kominternu. Od 1940 pracował jako sekretarz lorda Hankeya. W 1941 rozpoczął pracę w ośrodku dekryptażu w Bletchley Park, a następnie w wywiadzie MI6 oraz Ministerstwie Skarbu. Po wojnie, podejrzewany o działalność szpiegowską, wyjechał z Wielkiej Brytanii i powrócił do ojczyzny dopiero w 1995 roku. W 1964 przyznał się do współpracy z wywiadem ZSRR, lecz w zamian za udzielone informacje nie stanął przed sądem.